# Comuna Lîșnea, Makariv
Lîșnea (în ucraineană Лишня) este o comună în raionul Makariv, regiunea Kiev, Ucraina, formată din satele Lîșnea (reședința) și Osîkove.

## Demografie
Componența lingvistică a comunei Lîșnea
     Ucraineană (93,67%)
     Rusă (4,51%)
     Alte limbi (0,32%)
Conform recensământului din 2001, majoritatea populației comunei Lîșnea era vorbitoare de ucraineană (93,67%), existând în minoritate și vorbitori de rusă (4,51%).